# Scaphochlamys petiolata
Scaphochlamys petiolata là một loài thực vật có hoa trong họ Gừng. Loài này được Karl Moritz Schumann miêu tả khoa học đầu tiên năm 1904 dưới danh pháp Haplochorema petiolatum. Năm 1987, Rosemary Margaret Smith chuyển nó sang chi Scaphochlamys.
Năm 2016, Yen Yen Sam et al. tách 8 loài ở Borneo (gồm S. argentea, S. biru, S. calcicola, S. iporii, S. petiolata, S. reticosa, S. salahuddiniana, S. stenophylla) ra thành chi riêng, gọi là Borneocola - với B. reticosus là loài điển hình, nhưng Ooi et al. (2017) cho rằng việc tách ra này chưa đủ độ thuyết phục và vẫn duy trì 8 loài này trong chi Scaphochlamys.

## Mẫu định danh
Mẫu định danh: Haviland G.D. 2026; thu thập ngày 11 tháng 12 năm 1892 ở khu vực núi Singhi (Gunung Senggi/Singai). Mẫu lectotype lưu giữ tại Vườn Thực vật Hoàng gia tại Kew (K), các mẫu isolectotype lưu giữ tại Vườn Thực vật Hoàng gia tại Edinburgh (E) và Cục Lâm nghiệp bang Sarawak ở Kuching (SAR). Tọa độ điểm lấy mẫu điển hình khoảng 1°30′0″B 110°9′0″Đ / 1,5°B 110,15°Đ. Hai mẫu khác là Poulsen A.D. 2309 và Newman M.F. & Škorničková J. 2046 lưu giữ tại Edinburgh, thu thập tương ứng vào ngày 26 tháng 4 năm 2004 và ngày 28 tháng 8 năm 2008 tại bờ sông Rayu ở cao độ 50 m, tọa độ 1°37′0″B 110°10′0″Đ / 1,61667°B 110,16667°Đ.

## Phân bố
Tìm thấy trên đảo Borneo. Là loài đặc hữu núi Singai (Singhi/Senggi) và ven sông Rayu (Sungai Rayu), huyện Bau, tỉnh Kuching, bang Sarawak, Malaysia. Môi trường sống là các rừng thạch nam (kerangas) nhiệt đới, các khu vực bằng phẳng ven suối, ở cao độ khoảng 50–460 m.

## Mô tả
Địa thực vật thân thảo, sống lâu năm, mọc thành cụm, cao tới 45 cm. Thân rễ hơi nằm ở dưới mặt đất, đường kính ~5 mm, vỏ màu nâu ánh lục đến nâu nhạt, ruột màu nâu nhạt. Các chồi lá cách nhau 0,5–3 cm, 1 lá; bẹ không lá ~4, dài 1,5–7 cm, màu lục ánh nâu đến nâu, nhẵn nhụi, khô khi già; bẹ lá dài ~1,8 cm, dạng màng, màu xanh lục ánh nâu, nhẵn nhụi, khô khi già; lưỡi bẹ khó thấy; cuống lá dài 15–30 cm, có rãnh, màu xanh lục với các đốm trắng nhỏ thưa thớt, hình gối ở đáy; phiến lá 8–12,5 × 4–5 cm, thường không đối xứng, hình trứng đến hình mũi mác, dạng giấy, mép uốn nếp, đáy từ gần cắt cụt đến hơi thuôn tròn, đỉnh nhọn đến nhọn thon; mặt gần trục màu xanh lục từ vừa đến sẫm, nhẵn nhụi, gân giữa lõm, các gân bên dễ thấy; mặt xa trục màu xanh lục nhạt, có lông tơ, gân giữa nổi, các gân bên chính hơi dễ thấy. Cụm hoa dài 6,5–8 cm, mọc từ gần đáy lá bên trong các bẹ, chen chúc chặt, gồm 3–5 xim hoa bọ cạp xoắn ốc, mỗi xim 2 hoa mọc trên cuống cụm hoa, ra hoa theo hình xoắn ốc từ đáy tới đỉnh; cuống cụm hoa dài 4–5 cm, màu lục nhạt với dày đặc các đốm nhỏ màu trắng, nhẵn nhụi, có bẹ bao phủ; lá bắc ~3–5, kích thước ~25 × 5 mm, sắp xếp xoắn ốc, hình mác, đỉnh nhọn, màu nâu đến trắng ánh nâu, dạng màng, mỗi lá bắc đối diện ~2 hoa; lá bắc con ~2, dài 5–17 mm, màu trắng ánh nâu, ngắn hơn lá bắc nhưng hầu như không phân biệt được với lá bắc; hoa dài 3,5–4,5 cm; đài hoa dài 9–11 mm, màu trắng ánh nâu, hơi có lông tơ ở gần gốc, đỉnh nhọn; ống hoa dài 3–3,5 cm, màu trắng ánh nâu, thưa lông tơ; các thuỳ tràng hoa dài ~10 mm, hình mũi mác, màu trắng kem, nhẵn nhụi, đỉnh nhọn, có nắp; nhị lép dài 5–7 mm, hình từ thẳng đến hơi hình mác, mặt gần trục có lông tuyến che phủ, màu trắng kem, đỉnh nhọn đến tù; cánh môi 12–13 × 10–11 mm, hình thìa, mặt gần trục có lông tuyến che phủ, màu trắng ở đáy và màu tím tới đỉnh, với dải giữa màu vàng nhạt, đỉnh 2 thùy, khía răng cưa ~3 mm, các thùy đôi khi hơi xếp chồng; nhị ~5 × 1,5 mm, có lông tuyến che phủ, màu trắng; chỉ nhị dài ~1 mm; mô vỏ bao phấn 2, dài ~3,5 mm, có cựa ~0,5 mm ở đáy tại một bên, mào dài ~0,5 mm, 3 thùy; đầu nhụy dài dưới 1 mm, hình chùy, với 2 bướu ở lưng, lỗ nhỏ có lông rung, hướng về phía trước; vòi nhụy dài ~3,5 cm, màu trắng, thưa lông tơ; bầu nhụy dài ~2 mm, 1 ngăn, màu trắng, rậm lông tơ; tuyến trên bầu 2, dài ~2 mm, rời, hình kim, màu trắng ánh nâu. Quả là quả nang ~11 × 4 mm, nứt, hình trứng, màu xanh lục ánh nâu (vỏ quả ngoài giống như cutin màu nâu trong mờ bao quanh hạt màu xanh lục), thưa lông tơ, được đỡ bởi các lá bắc khô quắt. Hạt ~9 × 3 mm, hình trứng, nhẵn nhụi, màu xanh lục; áo hạt ~4 mm, xé rách, màu trắng ánh nâu; ngoại nhũ màu trắng.

## NhómPetiolata
Nhóm Petiolata được xác định bằng cụm hoa chen chúc chặt, sắp xếp xoắn ốc, các lá bắc dạng màng, các lá bắc con tương tự như lá bắc, với lá bắc con thứ nhất ngắn hơn lá bắc, 2 gờ lưng rất mờ nhạt, hoa nhỏ, dài ~4 cm với cánh môi chủ yếu có màu tím dài ~1 cm và quả có vỏ quả ngoài nhẵn. Nhóm này chỉ giới hạn ở phía tây Sarawak, gồm 10 loài là S. argentea, S. biru, S. durga, S. hasta, S. multifolia, S. nigra, S. petiolata, S. pseudoreticosa, S. reticosa, S. stenophylla.
Tên gọi S. petiolata từng được áp dụng rộng rãi cho hầu hết các mẫu vật Scaphochlamys ở Borneo với cuống lá thon dài thanh mảnh. Tuy nhiên, việc thu thập lại S. petiolata từ điểm lấy mẫu điển hình của nó cho phép kết luận rằng loài này chỉ hạn chế trong khu vực Gunung Singai (huyện Bau, tỉnh Kuching) và dẫn đến việc công nhận một số đơn vị phân loại khác biệt là S. biru, S. multifolia và S. hasta. S. petiolata là loài duy nhất trong số các đơn vị phân loại này có 1 lá ở cây trưởng thành.